# 乙屈利失乙毗可汗
乙屈利失乙毗可汗（？—640年），西突厥可汗。沙鉢羅咥利失可汗的儿子。可汗号乙屈利失乙毗可汗，姓阿史那氏，名不明。《旧唐书》作莫賀咄乙毗可汗。

## 生涯
贞观十三年（639年），沙鉢羅咥利失可汗属下的吐屯俟利发与乙毗咄陸可汗密通造反，沙鉢羅咥利失可汗逃到拔汗那国死去。弩失毕五部立其子为乙屈利失乙毗可汗。翌年（640年）乙屈利失乙毗可汗死去。弩失畢部酋帥迎伽那設（沙鉢羅咥利失可汗之弟）之子薄布特勤（畢賀咄葉護）为乙毗沙鉢羅葉護可汗。

## 子
- 乙毗射匮可汗